# Watutinki
Watutinki ros. Вату́тинки – osiedle w obwodzie moskiewskim w pobliżu Troicka, ok. 16 km na południowy zachód od granic Moskwy (ok. 33 km od ścisłego centrum) nad rzeką Desną.
Prawie całe Watutinki stanowią zamknięty kompleks ściśle tajnej bazy rosyjskiego
wywiadu wojskowego GRU. Siedziba centralnej stacji nasłuchu i radiowywiadu GRU.